# Middletown (Maryland)
Middletown – miasto w Stanach Zjednoczonych, w stanie Maryland, w hrabstwie Frederick.